# Dmitrij Kudinow
Dmitrij Wasiljewicz Kudinow (ros. Кудинов Дмитрий Васильевич, ur. 8 lutego 1963 w Tbilisi) – gruziński piłkarz występujący na pozycji obrońcy.

## Kariera klubowa
Kudinow karierę rozpoczynał w sezonie 1981 w zespole Dinamo Tbilisi, grającym w pierwszej lidze Związku Radzieckiego. W ciągu trzech sezonów, rozegrał tam trzy spotkania. Następnie występował w Torpedo Kutaisi. Spędził tam sezon 1985, a potem wrócił do Dinama. Występował tam przez dwa sezony, a potem grał w trzecioligowym Szewardeni Tbilisi.
W 1990 roku Kudinow został graczem Gordy Rustawi, z którą występował w nowo powstałej pierwszej lidze gruzińskiej. Po dwóch latach przeniósł się do Dinama Tbilisi. W sezonach 1991/1992 oraz 1992/1993 zdobywał z nim dublet, czyli mistrzostwo Gruzji oraz Puchar Gruzji.
W 1993 roku Kudinow wyjechał na Cypr, gdzie reprezentował barwy zespołów APOEL FC, Aris Limassol oraz Olympiakos Nikozja, w każdym z nich spędzając jeden sezon. W 1996 roku wrócił do Dinama, z którym w sezonie 1996/1997 ponownie wywalczył mistrzostwo oraz puchar Gruzji. W 1997 roku odszedł do rosyjskiej Żemczużyny Soczi, w której barwach do końca sezonu 1997, grał w pierwszej lidze rosyjskiej.
Potem Kudinow wrócił do Gruzji, gdzie w 1998 roku zakończył karierę jako gracz Metalurgi Rustawi.

## Kariera reprezentacyjna
W reprezentacji Gruzji Kudinow zadebiutował 27 maja 1990 w zremisowanym 2:2 towarzyskim meczu z Litwą. To spotkanie nie zostało jednak uznane przez FIFA, jako że Gruzja nie była jeszcze wówczas jej członkiem. Przystąpiła do niej 1992 roku, a pierwszy mecz w reprezentacji pod egidą FIFA, Kudinow rozegrał 2 września 1992 również przeciwko Litwie (0:1, mecz towarzyski). 12 lutego 1994 w wygranym 2:0 pojedynku towarzyskiego turnieju Rothmans Tournament z Tunezją strzelił swojego jedynego gola w kadrze.
W latach 1992–1996 w drużynie narodowej Kudinow rozegrał 18 spotkań.